# Xã Cedar, Quận Buffalo, Nebraska
Xã Cedar (tiếng Anh: Cedar Township) là một xã thuộc quận Buffalo, tiểu bang Nebraska, Hoa Kỳ. Năm 2010, dân số của xã này là 190 người.